# The Oracle
The Oracle — пятый студийный альбом американской рок-группы Godsmack, издан 4 мая 2010 года.

## Об альбоме
Первоначально предполагалось, что альбом будет носить название Saints & Sinners.
The Oracle записан после продолжительного перерыва: предыдущий студийный альбом группы, IV, вышел в 2006 году, и это самый большой перерыв между студийными альбомами в истории группы.

## Список композиций
Все тексты написаны Салли Эрной, вся музыка написана Godsmack.
| №   | Название              | Длительность |
| --- | --------------------- | ------------ |
| 1.  | «Cryin' Like a Bitch» | 3:23         |
| 2.  | «Saints and Sinners»  | 4:10         |
| 3.  | «War and Peace»       | 3:08         |
| 4.  | «Love-Hate-Sex-Pain»  | 5:15         |
| 5.  | «What If?»            | 6:33         |
| 6.  | «Devil's Swing»       | 3:29         |
| 7.  | «Good Day to Die»     | 3:56         |
| 8.  | «Forever Shamed»      | 3:24         |
| 9.  | «Shadow of a Soul»    | 4:42         |
| 10. | «The Oracle»          | 6:21         |